# Kingston on Soar
Kingston on Soar – wieś w Anglii, w hrabstwie Nottinghamshire, w dystrykcie Rushcliffe. Leży 15 km na południowy zachód od miasta Nottingham i 168 km na północny zachód od Londynu. Miejscowość liczy 239 mieszkańców.